# Passo di San Giacomo
Il passo di San Giacomo (in walser: San Jakompass - 2.308 m s.l.m.) è un valico alpino sul confine tra l'Italia e la Svizzera, e costituisce il punto più settentrionale del Piemonte. Collega Formazza nell'omonima valle con Airolo passando per la val Bedretto.

## Descrizione
Dal punto di vista orografico si trova nelle Alpi Lepontine e separa le due seguenti sottosezioni: Alpi del Monte Leone e del San Gottardo e Alpi Ticinesi e del Verbano.

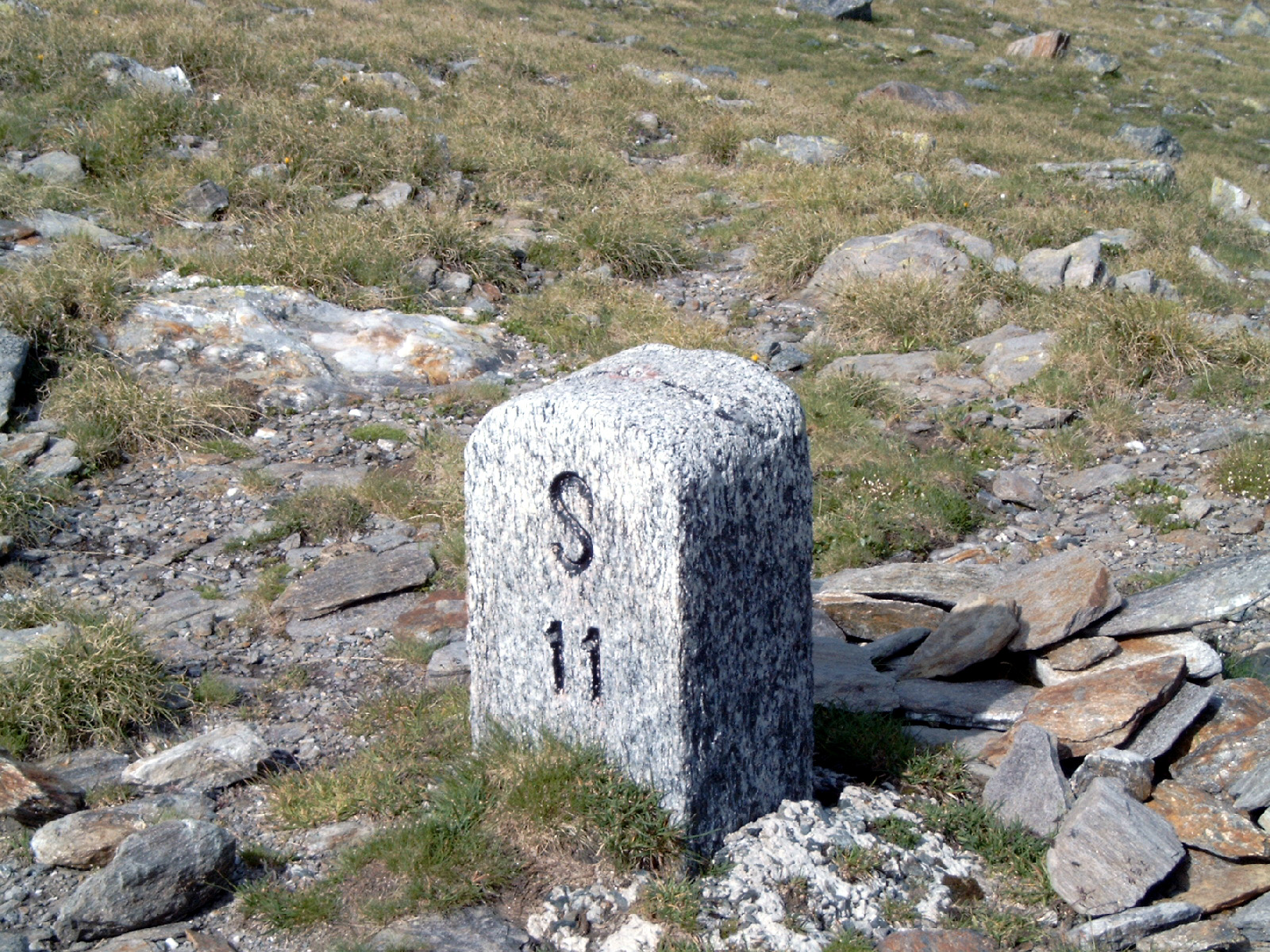
Pietra di confine al passo.

Dal versante italiano era raggiunto dalla strada statale 659 di Valle Antigorio e Val Formazza; oggi gli ultimi chilometri sopra la cascata del Toce sono chiusi al traffico.
Proprio a ridosso del cippo che segna il confine si trova la vecchia caserma della Guardia di Finanza utilizzata, fino alla fine degli anni settanta, per i controlli doganali e anticontrabbando; lo stabile è stato demolito nell'estate 2020 per lasciar posto ad una futura stazione di sosta e ricarica per biciclette elettriche.